# Kubai költők, írók listája
Ez a lista a Kubában élt és élő írókat, költőket tartalmazza névsor szerint: 

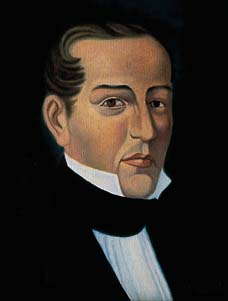
José María Heredia

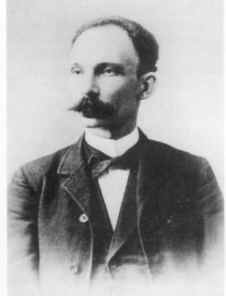
José Martí

| Ábécé szerinti tartalomjegyzék                      |
| --------------------------------------------------- |
| A B C D E F G H I J K L M N O P Q R S T U V W X Y Z |

## A
- Agustín Acosta (1886–1979)
- Luis Agüero (1937–)
- Dora Alonso (1910–2001)
- José Álvarez Baragaño (1932–1962)

## B
- Emilio Ballagas
- Gastón Baquero
- Gaspar Betancourt Cisneros (1803–1866)
- Mariano Brull y Caballero (1891–1956)
- Salvador Bueno (1917–2006)
- Bonifacio Byrne (1861–1936)

## C
- Alejo Carpentier (1904–1980)
- Guillermo Cabrera Infante (1929–2005)
- José María de Cárdenas y Rodríguez (1812–1882)
- Julián del Casal (1863–1893)
- Eliseo Diego

## G
- Gertrudis Gómez de Avellaneda (1814–1873)
- Nicolás Guillén (1902–1989)
- Pedro Juan Gutiérrez (1950–)

## H
- José María Heredia (1803–1839)

## L
- José Lezama Lima
- Dulce María Loynaz

## M
- José Martí (1853–1895)

## O
- Lisandro Otero

## P
- Virgilio Piñera

## R
- Roberto Fernández Retamar

## S
- Severo Sarduy
- Anselmo Suárez y Romero (1818–1878)

## V
- José Victoriano Betancourt (Guanajay, Pinar del Río tartomány, Kuba, 1813. – Mexikó, 1875.) A havannai San Carlos szemináriumban tanult. 1832-ben szerzett egyetemi fokozatot. Költőként mutatkozott be. Karcolatai 1838-ban kezdtek megjelenni. Ügyvédként tevékenykedett. Gazdag irodalmi munkásságot folytatott. Néhány karcolatát fölvették A kubaiak önarcképe és a Kuba szigetének alakjai és szokásai című antológiákba. Az 1868-as függetlenségi háború kitörésekor Mexikóba telepedett át. Két fia részt vett a függetlenségi harcokban.
- Luis Victoriano Betancourt (Havanna, Kuba, 1843. – Havanna, 1885.) José Victoriano korrajzíró fia. Havannában és Matanzasban tanult, és a Havannai Egyetemen szerzett diplomát 1866-ban. Költőként és publicistaként kezdte irodalmi tevékenységét A század és egyéb újságok, folyóiratok jelentették meg írásait. Részt vett az 1868-as szabadságharcban, a Kubai Forradalmi köztársaság Képviselő Testületének elnökeként. Az 1878-as háború után ügyvédként, tanárként és újságíróként dolgozott.
- Cirilo Villaverde (1812–1894)
- Cintio Vitier